# Ордосцы
Ордосцы (монг. ордос) — монгольский народ, проживающий в настоящее время на территории городского округа Ордос Внутренней Монголии. Традиционно территория расселения ордосцев подразделяется на 7 хошунов. Численность ордосцев к 1950 году достигала 64 тыс. человек. Согласно данным справочника Ethnologue, численность ордосцев в Китае составляет 123 тыс. человек.
Ордосцы полагают, что призваны охранять т.н. гробницу Чингисхана в Ордосе. В настоящее время окрестности гробницы населяют дархаты. Ордосцы в пустыне Ордос и в северном Шэньси, наряду с урянхайцами и северо-шаньсийскими тумэтами в XIV—XV веках проживали напротив порубежья империи Мин. С 1510 года управлялись потомками Даян-хана Бату-Мункэ.

## Этноним
Название ордос было образовано путём присоединения к слову орд (старописьм. монг. яз. ordu), означающему «центральный, срединный» аффикса множественного числа -с. Таким образом, орд, ордос означало изначально место почитания духов Чингисхана, а со временем стало названием жителей, проживавших на данной земле.

## История
В 1270 году в степи Ордос местности Эджэн-Хоро Хубилай, хан империи Юань, воздвиг святыню или «мавзолей» Чингисхана. Месторасположение онгона для жертвоприношений находилось в местности Бор тохойд у р. Хатун, с тех пор эта местность стала именоваться излучиной Ордоса или Ордосской землёй. При этом не только хранители онгона Чингисхана, но и обитавшие там люди, не имеющие отношение к онгону, стали также именоваться ордосцами или ордосскими туменами.
Мемориал в Эджэн-Хоро представлял собой восемь белых юрт, где хранились реликвии Чингисхана. Каждая из юрт была посвящена одному из великих предков: Чингисхану, его четырём сыновьям — Угэдэю, Джучи, Чагатаю, Толую, внукам Гуюку и Мункэ, а также родителям — Есугею и Оэлун. Белые юрты находились в ведении специальной группы лиц — дархатов (дарханов), которые хранили реликвии и традиции проведения ежегодного обряда. Обязанности совершать обряды жертвоприношения и охранять священное место были возложены на арулатов, потомков Боорчи, первого нукера Чингисхана.
В период Культурной революции, развязанной маоистами под руководством Мао Цзэдуна в 1966—1976 годах, банды китайских хунвейбинов уничтожили большую часть реликвий. Мавзолей был отремонтирован и вновь открыт в 1979 году. Уничтоженные реликвии были восстановлены по памяти дархатов (хранителей реликвий) и фотографиям.

## Родовой состав и расселение
Ордосцы проживают на территории городского округа Ордос Внутренней Монголии. На территории данного округа также проживают далаты в хошуне Далад-Ци, ушины в хошуне Ушин-Ци, хангины (хангин, хангинчууд) в хошуне Хангин-Ци.
Ядро ордосских дархатов Эджэн-Хоро составляют арулаты, потомки Боорчу.
Ордосские тумены состояли из множества родов — дөрвөн хороо, гэгүд (гүүд), шувуучин, урад, тангуд, далад, хангин, мэргэд, баганас, бэсүд, үүшин, бэдэгүн, халиучин (халиуд, халиучид), хуучид, хэрээд, цагаад, мянгад, хоньчин, хуягчин, уйгуржин, амгайтан и других. Также в Ордосе проживают представители родов урууд (хитад уругуд, монгол уругуд), барсууд, барсчууд, бөөс, бухчин, хорчин, хатагин, шарнууд.
В Монголии род ордос зарегистрирован в сомоне Булнай Завханского аймака; сомонах Тариат и Хангай Архангайского аймака. В Монголии проживают носители следующих родовых фамилий: Ордос, Орд, Ордос Боржигон. Носители фамилии Ордос проживают в Улан-Баторе и на территории следующих аймаков: Умнеговь, Дархан-Уул, Дорноговь, Орхон, Завхан, Архангай, Баянхонгор, Сэлэнгэ, Хэнтий.
Часть племён, проживавших в Ордосе и Чахаре, во времена завоеваний маньчжуров откочевала в Бурятию и вошла в состав селенгинских бурят.